# Fabiana Caetano de Souza
Fabiana Caetano de Souza, meglio nota come Fabi (Americana, 18 gennaio 1991), è un'ex cestista brasiliana.

## Carriera
Con il Brasile ha disputato i Campionati americani del 2013.